# Jordan Whitehead
Jordan Tyler Whitehead (Pittsburgh, 18 marzo 1997) è un giocatore di football americano statunitense che milita nel ruolo di safety per i Tampa Bay Buccaneers della National Football League (NFL).

## Carriera

### Tampa Bay Buccaneers
Whitehead fu scelto nel corso del quarto giro (117º assoluto) del Draft NFL 2018 dai Tampa Bay Buccaneers. Debuttò come professionista nella vittoria per 48–40 sui New Orleans Saints della settimana 1. Il 14 ottobre 2018 disputò la prima gara come titolare al posto dell'infortunato Chris Conte mettendo a segnò 6 tackle con gli Atlanta Falcons. Nella settimana 12 ebbe un massimo stagionale di 10 placcaggi contro i San Francisco 49ers. La sua stagione da rookie si concluse con 76 tackle e 4 passaggi deviati in 15 presenze, di cui 11 come titolare. Nella sua seconda stagione fece registrare il primo intercetto in carriera nella gara contro i Los Angeles Rams.
Nel 2020 Whitehead ebbe un nuovo primato personale di 2 intercetti disputando per la prima volta tutte le 16 partite come titolare. Nella finale della NFC forzò un fumble sul running back Aaron Jones che fu recuperato dal compagno Devin White. Il 7 febbraio 2021, nel Super Bowl LV contro i Kansas City Chiefs campioni in carica, partì come titolare nella vittoria per 31-9, conquistando il suo primo titolo.

### New York Jets
Il 17 marzo 2022 Whitehead firmó un contratto biennale da 14,5 milioni di dollari con i New York Jets.
Nel primo turno della stagione 2023, Whitehead mise a segno 3 intercetti su Josh Allen, più del suo record stagionale di due. Per questa prestazione fu premiato come miglior difensore della AFC della settimana. Nel suo contratto era previsto un bonus di 250.000 dollari se avesse fatto registrare 3 intercetti in stagione, guadagnandolo quindi dopo una sola partita. Tornò a fare registrare un intercetto nel decimo turno sul rookie Aidan O'Connell nella sconfitta contro i Las Vegas Raiders.

### Ritorno ai Tampa Bay Buccaneers
Il 13 marzo 2024 Whitehead firmò un contratto biennale per fare ritorno ai Buccaneers.

## Palmarès

### Franchigia
- Super Bowl : 1

Tampa Bay Buccaneers: LV
- National Football Conference Championship: 1

Tampa Bay Buccaneers: 2020

### Individuale
- Difensore della AFC della settimana: 1

1ª del 2023